# 인디언 합중국

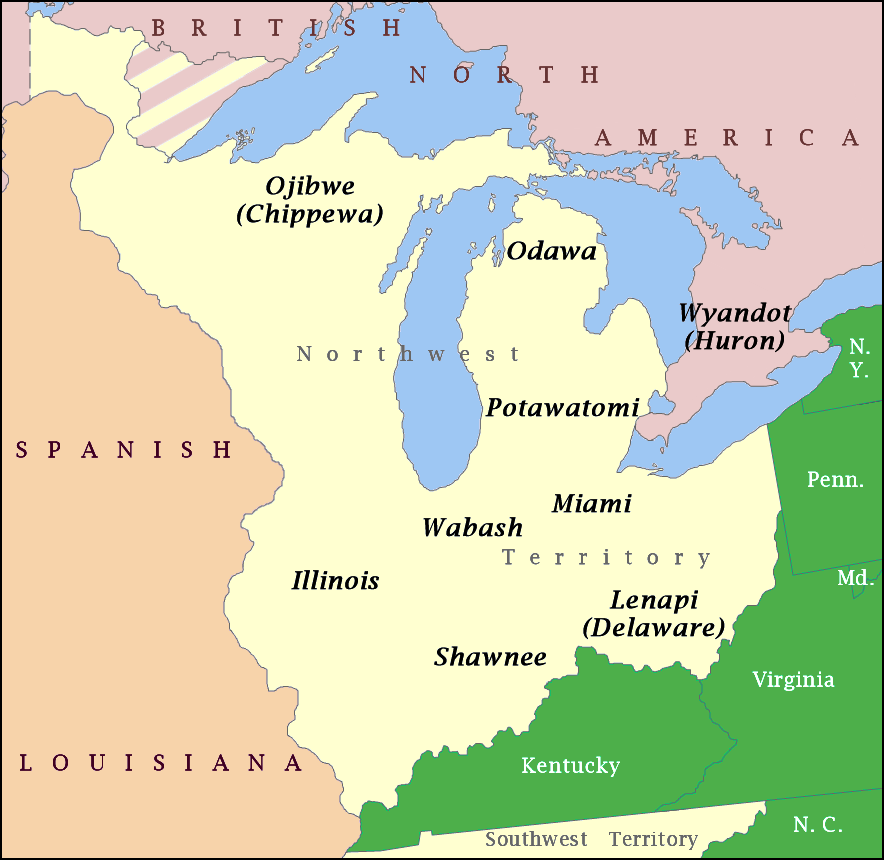
1792년 북서준주의 원주민 부족들.

인디언 합중국(United Indian Nations) 또는 북서 인디언 연맹(Northwestern Indian Confederacy)은 오대호 남안의 원주민 부족들의 연맹체였다. 마이애미 연맹(Miami Confederacy)이라고도 불렸는데, 이는 백인들이 마이애미족의 세력을 과대평가하여 그들을 연맹의 중심이라고 착각했기 때문이다.
이 연맹은 1740년대에 오대호 일대의 원주민 부족들이 백인들의 세력 확대에 맞서서 느슨하게 협력하였던 것에 뿌리를 둔다. 이 부족들은 1760년대에 영국과 폰티액 전쟁을 벌였다. 이후 미국 독립 전쟁을 거쳐 1783년 파리 조약에서 영국이 오대호 남안을 미국에 할양해서 이 땅이 미국령 북서 준주가 되어버렸다. 미국 독립 전쟁에서 영국 편에서 싸운 이로쿼이 지도자 타이엔다네기는 이것을 영국이 인디언들을 대륙회의에 팔아넘긴 것이라고 생각했고, 범(凡)인디언 연맹체를 만들고자 노력하였다. 다른 원주민 지도자들이 이에 호응하여 1783년 9월에 35개 부족이 규합되었고, 원주민들의 땅에 대한 권리를 주장하는 1738년 연맹회의 선포를 발표했다. 연맹은 입법부 격인 연맹회의에서 스스로의 국호를 인디언 합중국이라고 칭했다.
연맹에 가맹한 부족들은 연맹 전체의 승인 없이는 독자적으로 백인과 교섭하지 않기로 정했다. 1785년, 미국 정부와 쇼니족 사이에 오하이오 영토를 매매하는 포트피니 조약이 맺어지자 인디언 합중국에 가맹한 35개 부족은 이를 무효라고 선언하였고 쇼니족도 조약을 철회했다. 그 결과 북서 인디언 전쟁(1785년-1795년)이 벌어졌다. 인디언 합중국은 미군을 상대로 선전하여 여러 차례 승리하였으나, 폴른 팀버스 전투에서 패전하면서 전쟁에서 패배하였다. 이 전쟁 결과 맺어진 그린빌 조약으로 인디언 합중국은 와해되었지만, 범원주민 저항운동이라는 모델은 19세기의 테쿰세의 연맹으로 이어진다. 테쿰세의 연맹의 영역은 인디언 합중국의 영역과 거의 같았다.